# ميقونة بوغية
ميقونة بوغية (الاسم العلمي:Mucuna poggei) هي نوع من النباتات تتبع جنس الميقونة من الفصيلة البقولية.